# NGC 6686
NGC 6686 је галаксија у сазвежђу Лира која се налази на NGC листи објеката дубоког неба.
Деклинација објекта је + 40° 8' 17" а ректасцензија 18h 40m 6,9s. Привидна величина (магнитуда) објекта NGC 6686 износи 14,7 а фотографска магнитуда 15,7. NGC 6686 је још познат и под ознакама MCG 7-38-17, CGCG 228-22, NPM1G +40.0489, PGC 62224.